# NGC 3394
NGC 3394 é uma galáxia espiral (Sc) localizada na direcção da constelação de Ursa Major. Possui uma declinação de +65° 43' 40" e uma ascensão recta de 10 horas, 50 minutos e 39,8 segundos.
A galáxia NGC 3394 foi descoberta em 3 de Abril de 1791 por William Herschel.